# Sportivi con il maggior numero di medaglie olimpiche in una singola specialità
In questa pagina sono riportati gli sportivi che hanno vinto il maggior numero di medaglie in una singola specialità ai Giochi olimpici.
Lo slittinista italiano Armin Zöggeler è lo sportivo più medagliato nella stessa specialità individuale con 6 medaglie vinte nel singolo dal 1994 al 2014. Il tiratore Ralf Schumann è invece il miglior medagliato ai Giochi estivi con 5 medaglie ottenute nella pistola 25 m.
Lo schermidore ungherese Aladár Gerevich e il cavaliere tedesco Hans Günter Winkler sono invece gli unici ad aver conquistato 6 medaglie nella stessa specialità a squadre.

## Eventi individuali
| #  | Sportivo             | Sport                   | Disciplina                    | Anni      | Giochi           | Sesso | Oro | Argento | Bronzo | Totale |
| -- | -------------------- | ----------------------- | ----------------------------- | --------- | ---------------- | ----- | --- | ------- | ------ | ------ |
| 1  | Isabell Werth*       | Equitazione             | Dressage individuale          | 1992-2024 | estivi           | F     | 1   | 6       | 0      | 7      |
| 2  | Armin Zöggeler       | Slittino                | Singolo                       | 1994-2014 | invernali        | M     | 2   | 1       | 3      | 6      |
| 3  | Mijain Lopez         | Lotta                   | Lotta greco-romana 120/130 kg | 2008-2024 | estivi           | M     | 5   | 0       | 0      | 5      |
| 4  | Georg Hackl          | Slittino                | Singolo                       | 1988-2002 | invernali        | M     | 3   | 2       | 0      | 5      |
| 4  | Ralf Schumann*       | Tiro a segno            | Pistola 25 m                  | 1988-2008 | estivi           | M     | 3   | 2       | 0      | 5      |
| 6  | Claudia Pechstein    | Pattinaggio di velocità | 5000 m                        | 1992-2006 | invernali        | F     | 3   | 1       | 1      | 5      |
| 6  | Valentina Vezzali    | Scherma                 | Fioretto                      | 1996-2012 | estivi           | F     | 3   | 1       | 1      | 5      |
| 6  | Ireen Wüst           | Pattinaggio di velocità | 1500 m                        | 2006-2022 | invernali        | F     | 3   | 1       | 1      | 5      |
| 9  | Teddy Riner          | Judo                    | +100 kg                       | 2008-2024 | estivi           | M     | 3   | 0       | 2      | 5      |
| 10 | Ryōko Tamura         | Judo                    | 48 kg                         | 1992-2008 | estivi           | F     | 2   | 2       | 1      | 5      |
| 10 | Michal Martikán      | Canoa/kayak             | Slalom C1                     | 1996-2012 | estivi           | M     | 2   | 2       | 1      | 5      |
| 12 | Al Oerter            | Atletica leggera        | Lancio del disco              | 1956-1968 | estivi           | M     | 4   | 0       | 0      | 4      |
| 12 | Carl Lewis           | Atletica leggera        | Salto in lungo                | 1984-1996 | estivi           | M     | 4   | 0       | 0      | 4      |
| 12 | Michael Phelps       | Nuoto                   | 200 m misti                   | 2004-2016 | estivi           | M     | 4   | 0       | 0      | 4      |
| 12 | Katie Ledecky        | Nuoto                   | 800 m stile libero            | 2012-2024 | estivi           | F     | 4   | 0       | 0      | 4      |
| 12 | Vincent Hancock*     | Tiro a segno            | skeet                         | 2008-2024 | estivi           | M     | 4   | 0       | 0      | 4      |
| 17 | Gillis Grafström     | Pattinaggio di figura   | Singolo                       | 1920-1932 | estivi-invernali | M     | 3   | 1       | 0      | 4      |
| 17 | Natalie Geisenberger | Slittino                | singolo                       | 2010-2022 | invernali        | F     | 3   | 1       | 0      | 4      |
| 17 | Klaus Dibiasi        | Tuffi                   | Piattaforma 10 m              | 1964-1976 | estivi           | M     | 3   | 1       | 0      | 4      |
| 17 | Viktor Saneev        | Atletica leggera        | Salto triplo                  | 1968-1980 | estivi           | M     | 3   | 1       | 0      | 4      |
| 17 | Aleksandr Karelin    | Lotta greco-romana      | 130 kg                        | 1988-2000 | estivi           | M     | 3   | 1       | 0      | 4      |
| 17 | Jan Železný          | Atletica leggera        | Lancio del giavellotto        | 1988-2000 | estivi           | M     | 3   | 1       | 0      | 4      |
| 17 | Anky van Grunsven    | Equitazione             | Dressage                      | 1996-2008 | estivi           | F     | 3   | 1       | 0      | 4      |
| 17 | Artur Taymazov       | Lotta                   | cat. 120 kg                   | 2000-2012 | estivi           | M     | 3   | 1       | 0      | 4      |
| 17 | Jin Jong-oh          | Tiro a segno            | Pistola 50 m                  | 2004-2016 | estivi           | M     | 3   | 1       | 0      | 4      |
| 17 | Michael Phelps       | Nuoto                   | 100 m farfalla                | 2004-2016 | estivi           | M     | 3   | 1       | 0      | 4      |
| 17 | Michael Phelps       | Nuoto                   | 200 m farfalla                | 2004-2016 | estivi           | M     | 3   | 1       | 0      | 4      |
| 17 | Saori Yoshida        | Lotta libera            | 53/55 kg                      | 2004-2016 | estivi           | F     | 3   | 1       | 0      | 4      |
| 17 | Sven Kramer          | Pattinaggio di velocità | 5000 metri                    | 2006-2018 | invernali        | M     | 3   | 1       | 0      | 4      |
| 28 | Gert Fredriksson     | Canoa/kayak             | K1 1000 m                     | 1948-1960 | estivi           | M     | 3   | 0       | 1      | 4      |
| 28 | Pyrros Dīmas         | Sollevamento pesi       | 85 kg                         | 1992-2004 | estivi           | M     | 3   | 0       | 1      | 4      |
| 28 | Kjetil André Aamodt* | Sci alpino              | Supergigante                  | 1992-2006 | invernali        | M     | 3   | 0       | 1      | 4      |
| 28 | Peter Hochschorner   | Canoa/kayak             | Slalom C2                     | 2000-2012 | estivi           | M     | 3   | 0       | 1      | 4      |

- medaglie non consecutive

## Eventi a squadre
| #  | Sportivo                 | Sport              | Disciplina           | Anni      | Giochi    | Sesso | Oro | Argento | Bronzo | Totale |
| -- | ------------------------ | ------------------ | -------------------- | --------- | --------- | ----- | --- | ------- | ------ | ------ |
| 1  | Aladár Gerevich          | Scherma            | Sciabola             | 1932-1960 | estivi    | M     | 6   | 0       | 0      | 6      |
| 1  | Isabell Werth            | Equitazione        | Dressage             | 1992-2020 | estivi    | F     | 6   | 0       | 0      | 6      |
| 3  | Hans Günter Winkler      | Equitazione        | Salto                | 1956-1976 | estivi    | M     | 4   | 1       | 1      | 6      |
| 4  | Pál Kovács               | Scherma            | Sciabola             | 1936-1960 | estivi    | M     | 5   | 0       | 0      | 5      |
| 4  | Reiner Klimke            | Equitazione        | Dressage             | 1964-1988 | estivi    | M     | 5   | 0       | 0      | 5      |
| 4  | Diana Taurasi            | Pallacanestro      | Squadra              | 2004-2020 | estivi    | F     | 5   | 0       | 0      | 5      |
| 4  | Sue Bird                 | Pallacanestro      | Squadra              | 2004-2020 | estivi    | F     | 5   | 0       | 0      | 5      |
| 8  | Birgit Fischer           | Canoa/kayak        | K4 500 m             | 1980-2004 | estivi    | F     | 4   | 1       | 0      | 5      |
| 8  | Edoardo Mangiarotti      | Scherma            | Spada                | 1936-1960 | estivi    | M     | 4   | 1       | 0      | 5      |
| 8  | Ricco Groß               | Biathlon           | 4x7,5 km             | 1992-2006 | invernali | M     | 4   | 1       | 0      | 5      |
| 8  | Jayna Hefford            | Hockey su ghiaccio | Squadra              | 1998-2014 | invernali | F     | 4   | 1       | 0      | 5      |
| 8  | Hayley Wickenheiser      | Hockey su ghiaccio | Squadra              | 1998-2014 | invernali | F     | 4   | 1       | 0      | 5      |
| 13 | Teresa Edwards           | Pallacanestro      | Squadra              | 1984-2000 | estivi    | F     | 4   | 0       | 1      | 5      |
| 14 | Dezső Gyarmati           | Pallanuoto         | Squadra              | 1948-1964 | estivi    | M     | 3   | 1       | 1      | 5      |
| 14 | Dara Torres              | Nuoto              | 4x100 m stile libero | 1984-2008 | estivi    | M     | 3   | 1       | 1      | 5      |
| 14 | Elena Georgescu          | Canottaggio        | 8 con                | 1992-2008 | estivi    | M     | 3   | 1       | 1      | 5      |
| 17 | John Michael Plumb       | Equitazione        | Concorso             | 1964-1984 | estivi    | M     | 2   | 3       | 0      | 5      |
| 18 | Ildikó Rejtő-Ujlaki-Sági | Scherma            | Fioretto             | 1960-1976 | estivi    | F     | 1   | 3       | 1      | 5      |
| 19 | Anky van Grunsven        | Equitazione        | Dressage             | 1992-2012 | estivi    | M     | 0   | 4       | 1      | 5      |
| 20 | Harri Kirvesniemi        | Sci di fondo       | 4x10 km              | 1980-1998 | invernali | M     | 0   | 0       | 5      | 5      |
| 21 | Rudolf Kárpáti           | Scherma            | Sciabola             | 1948-1960 | estivi    | M     | 4   | 0       | 0      | 4      |
| 21 | Aleksandr Tichonov       | Biathlon           | 4x7,5 km             | 1968-1980 | invernali | M     | 4   | 0       | 0      | 4      |
| 21 | Lisa Leslie              | Pallacanestro      | Squadra              | 1996-2008 | estivi    | F     | 4   | 0       | 0      | 4      |
| 21 | Caroline Ouellette       | Hockey su ghiaccio | Squadra              | 2002-2014 | invernali | F     | 4   | 0       | 0      | 4      |
| 21 | Wu Minxia                | Tuffi              | Trampolino 3 m       | 2004-2016 | estivi    | F     | 4   | 0       | 0      | 4      |
| 21 | Ryan Lochte              | Nuoto              | 4x200 m stile libero | 2004-2016 | estivi    | M     | 4   | 0       | 0      | 4      |
| 21 | Michael Phelps           | Nuoto              | 4x200 m stile libero | 2004-2016 | estivi    | M     | 4   | 0       | 0      | 4      |
| 21 | Michael Phelps           | Nuoto              | 4x100 m misti        | 2004-2016 | estivi    | M     | 4   | 0       | 0      | 4      |
| 21 | Tamika Catchings         | Pallacanestro      | Squadra              | 2004-2016 | estivi    | F     | 4   | 0       | 0      | 4      |